# Bheema

Bheema (en tamil : பீமா) est un film tamoul réalisé par N. Linguswamy en 2008.

## Synopsis
Ce film parle d'une guerre des gangs à Chennai : Periyar, l'homme le plus puissant dans la ville, et Chinna, un gangster qui fait régner la justice avec violence. Shekhar, un gangster amateur mais plein de ressources, un fan de Chinna, rejoint le gang de ce dernier et fait de lui l'homme le plus puissant et le plus redouté de la ville. Shalini, une jeune étudiante, rencontre Sekhar de manière imprévue et tombe amoureuse de lui, mais Sekhar…

## Fiche technique
- Réalisation : N. Linguswamy
- Scénario : Sujatha et N. Linguswamy
- Dialogues : Sujatha
- Production : A. M. Ratnam
- Musique : Harris Jayaraj
- Cinématographie : R.D. Rajasekhar
- Chorégraphie : Ahmed Khan

## Distribution
- Vikram : Shekar
- Trisha Krishnan : Shalini
- Prakash Raj : Chinna
- Raghuvaran : Periyar
- Sherin

## Autour du film
- C'est le deuxième film de Vikram et Trisha après Saamy.
- Le titre Bheema vient du nom d'un guerrier, Bima, dans le Mahābhārata.
- Les acteurs de Bollywood, Katrina Kaif et Nana Patekar, devaient jouer dans le film mais ils ont été remplacés au dernier moment par Trisha et Prakash Raj.
- Des scènes du film ont été tournées au Palais des Nayaks de Madurai.